# Mireasa cu gene false
Mireasa cu gene false este o piesă de teatru a autorului român Dumitru Radu Popescu. A avut premiera la 9 decembrie 1995 în regia lui Tudor Chirilă.

## Personaje
- Rita
- Bebe
- Sotir
- Jigurcă
- Frusina
- Argăseală
- Zeno

## Teatru radiofonic
- 1994 - adaptare radiofonică și regia artistică Nicoleta Toia, cu Ileana Stana Ionescu, Corneliu Revent, Petre Nicolae, Cerasela Stan, Ionuț Antonie, Mihai Velcescu, Petrică Popa[2]